# Municipio de Culiacán
El municipio de Culiacán es uno de los 20 municipios en que se encuentra dividido el estado mexicano de Sinaloa. Se extiende desde la costa en el golfo de California hasta los límites con Durango en la Sierra Madre Occidental. Tiene una extensión territorial de 4758.9 kilómetros cuadrados.[cita requerida] Su cabecera municipal es la ciudad de Culiacán.

## Geografía

### Ubicación
El municipio de Culiacán se encuentra localizado en el centro del Estado de Sinaloa y se extiende desde la costa en el Golfo de California hasta los límites con Durango en la Sierra Madre Occidental, tiene una extensión territorial de 4 758 kilómetros cuadrados que representan el 8.16% de la extensión total del estado, siendo el tercero por su territorio.

### Relieve e hidrografía
El relieve del municipio se encuentra bien definido por una parte montañosa y la planicie costera; la región fisiográfica de los altos es una porción relativamente grande que forma parte de la vertiente del Pacífico de la Sierra Madre Occidental, que presenta alturas de 300 a 2,100 metros sobre el nivel del mar. El municipio de Culiacán es atravesado por cuatro corrientes hidrológicas: los ríos Humaya, Tamazula, Culiacán y San Lorenzo; el Humaya tiene su origen en el Estado de Durango, entrando a Sinaloa por el municipio de Badiraguato; sus aguas son controladas por la presa Licenciado Adolfo López Mateos. El río Tamazula nace en la Sierra Madre Occidental en las cercanías del valle de Topia; su corriente es controlada por la presa Sanalona; los ríos Humaya y Tamazula se unen frente a la ciudad de Culiacán para formar el Río Culiacán, que finalmente desemboca en el Golfo de California; el río San Lorenzo nace en la Sierra Madre Occidental dentro del Estado de Durango, se interna a Sinaloa a través del municipio de Cosalá y desemboca en el Golfo de California.

### Clima
Culiacán tiene un clima cálido semiárido, a pesar de recibir una precipitación anual de más de 600 mm, debido a sus altas temperaturas y alta evaporación. Los veranos son muy calurosos y húmedos, las temperaturas de la sombra pueden alcanzar los 45 °C y la alta humedad puede producir índices de calor de 50 a 55 °C, con el riesgo de lluvias torrenciales por ciclones tropicales en descomposición. también presente. Los inviernos son mucho más suaves con menos humedad y un promedio máximo de 27 °C, con noches cálidas.

## Demografía

#### Sindicaturas
Para su régimen interior y división administrativa, el municipio se subdivide en 17 sindicaturas, que a su vez se dividen en comisarías:
| Sindicaturas del Municipio de Culiacán | Sindicaturas del Municipio de Culiacán | Sindicaturas del Municipio de Culiacán | Sindicaturas del Municipio de Culiacán | Sindicaturas del Municipio de Culiacán | Sindicaturas del Municipio de Culiacán |
| -------------------------------------- | -------------------------------------- | -------------------------------------- | -------------------------------------- | -------------------------------------- | -------------------------------------- |
| Aguaruto                               | Baila                                  | Costa Rica                             | Culiacancito                           | El Salado                              |                                        |
| Emiliano Zapata                        | Higueras de Abuya                      | Imala                                  | Jesús María                            | Las Tapias                             | Quilá                                  |
| San Lorenzo                            | Sanalona                               | Sindicatura Central                    | Tacuichamona                           | Tepuche                                | Villa Adolfo López Mateos              |
| Referencias:                           |                                        |                                        |                                        |                                        |                                        |

### Localidades
El municipio de Culiacán tiene un total de 1,015 localidades; las principales y su población en 2020 son las que a continuación se enlistan:
| Localidad                          | Población |
| Total Municipio                    | 1 003 530 |
| Culiacán Rosales                   | 808 416   |
| Costa Rica                         | 28 239    |
| El Diez                            | 8 427     |
| Quilá                              | 5 898     |
| Adolfo López Mateos (El Tamarindo) | 5 183     |
| Culiacancito                       | 4 466     |
| El Limón de los Ramos              | 3 445     |
| El Salado                          | 2 422     |
| Leopoldo Sánchez Celis             | 3 411     |
| Pueblos Unidos                     | 2 344     |
| Bellavista                         | 2 321     |
| Guadalupe Victoria (El Atorón)     | 2 288     |

## Política
El gobierno del municipio de Culiacán le corresponde a su Ayuntamiento, este es electo mediante voto universal, directo y secreto para un periodo de tres años que no son renovables para el periodo inmediato pero si de forma no continua y que entra a ejercer su cargo el día 1 de enero del año siguiente a su elección; El ayuntamiento se integra por el presidente municipal un síndico procurador y el cuerpo de regidores integrado por 18 representantes, once de los cuales son electos por mayoría relativa y siete por el principio de representación proporcional.

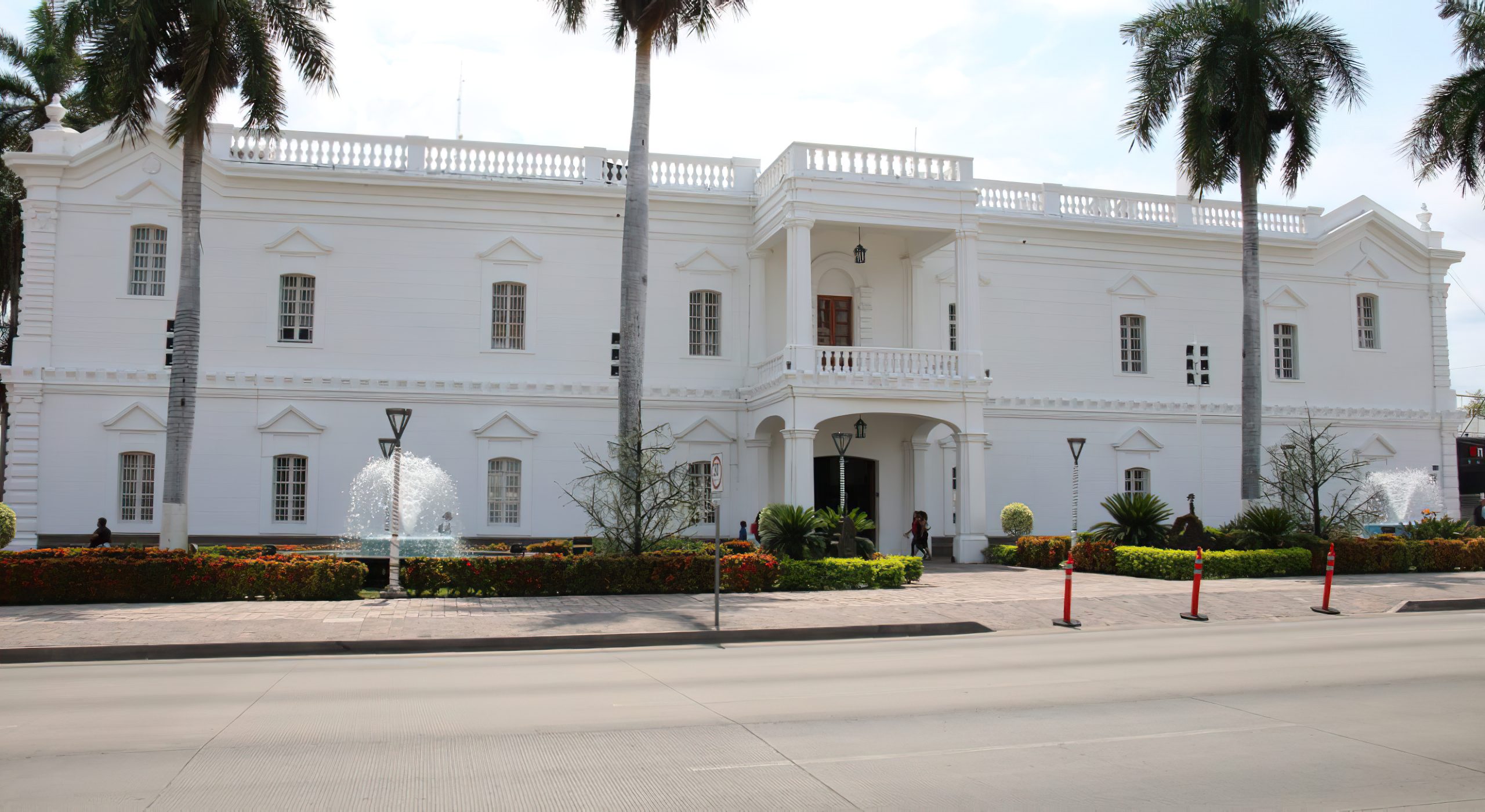
Palacio del Ayuntamiento de Culiacán

### Representación legislativa
Para la elección de Diputados locales al Congreso de Sinaloa y de Diputados federales al Congreso de la Unión, el municipio de Culiacán se encuentra integrado en los siguientes distritos electorales:
Local:
- XII Distrito Electoral Local de Culiacán. (Abarca parte de la Alcaldía Central y las sindicaturas de Imala, Sanalona y Las Tapias), este con cabecera en la ciudad de Culiacán Rosales.
- XIII Distrito Electoral Local de Culiacán. (Abarca parte de la Alcaldía Central y las sindicaturas de Culiacancito, El Tamarindo y Aguaruto), este con cabecera en la ciudad de Culiacán Rosales.
- XIV Distrito Electoral Local de Culiacán. (Abarca las Sindicaturas de Eldorado, Costa Rica, Quilá, El Salado, San Lorenzo, Tacuichamona, Emiliano Zapata, Higueras de Abuya y Baila), este con cabecera en la ciudad de Eldorado.
- XXIV Distrito Electoral Local de Culiacán. (Abarca parte de la Alcaldía Central y las sindicaturas Tepuche y Jesús María), este con cabecera en la ciudad Culiacán Rosales..

Federal:
- V Distrito Electoral Federal de Sinaloa con cabecera en la ciudad de Culiacán Rosales.
- VII Distrito Electoral Federal de Sinaloa con cabecera en la ciudad de Culiacán Rosales.

### Presidentes municipales
- (1974 - 1977): Fortunato Álvarez Castro
- (1977 - 1980): Jorge J. Chávez Castro
- (1980 - 1983): Jorge Tamayo Müller
- (1983 - 1986): Jorge Romero Zazueta
- (1986 - 1989): Ernesto Millán Escalante
- (1989 - 1992): Lauro Díaz Castro
- (1992 - 1995): Humberto Gómez Campaña
- (1995 - 1998): Sadol Osorio Salcido
- (1998 - 2001): Gustavo Guerrero Ramos
- (2001 - 2004): Enrique Hernández Chávez
- (2004 - 2007): Aarón Irizar López
- (2007 - 2010): Jesús Vizcarra Calderón
- (2010): Carlos David Ibarra Félix
- (2010 - 2012): Héctor Melesio Cuén Ojeda
- (2012 - 2013): Aarón Rivas Loaiza
- (2013 - 2016): Sergio Torres Félix
- (2016 - 2018): Jesús Antonio Valdés
- (2018): Sandra Yudith Lara Díaz
- (2018): Francisco Antonio Castañeda Verduzco
- (2018 - 2021): Jesús Estrada Ferreiro

## Paramunicipales
- Zoo Culiacán
- JAPAC
- Instituto Municipal del Deporte y la Cultura Física (IMDEC)
- Parque EME (87)
- Instituto Municipal de las Mujeres Culiacán  (IMMUJERES)
- Instituto MIA (Museo MIA & Auditorio MIA)
- Instituto Municipal de Cultura Culiacán  (IMCC)
- Instituto de Vivienda
- DIF Culiacán
- La Crónica de Culiacán
- Instituto Municipal de la Juventud  (IMJU)
- Comisión Municipal de Centros Poblados de Culiacán  (COMUN)
- IMPLAN
- COMPAVI